# 博讷维尔 (夏朗德省)
博讷维尔（法語：Bonneville，法語發音：[bɔnvil] ⓘ）是法国夏朗德省的一个旧市镇，位于该省西部，属于干邑区。2019年，博讷维尔与临近的3个市镇合并为新市镇瓦勒多日。

## 地理
博讷维尔（45°50'57"N, 0°2'55"W）面积10.08 平方千米，位于法国新阿基坦大区夏朗德省，该省份为法国西部内陆省份，北起德塞夫勒省和维埃纳省，东临上维埃纳省，东南至多尔多涅省，南至多爾多涅省，西接滨海夏朗德省。
与博讷维尔接壤的市镇（或旧市镇、城区）包括：古尔维尔、蒙斯、蒙蒂涅、欧日-圣梅达尔。

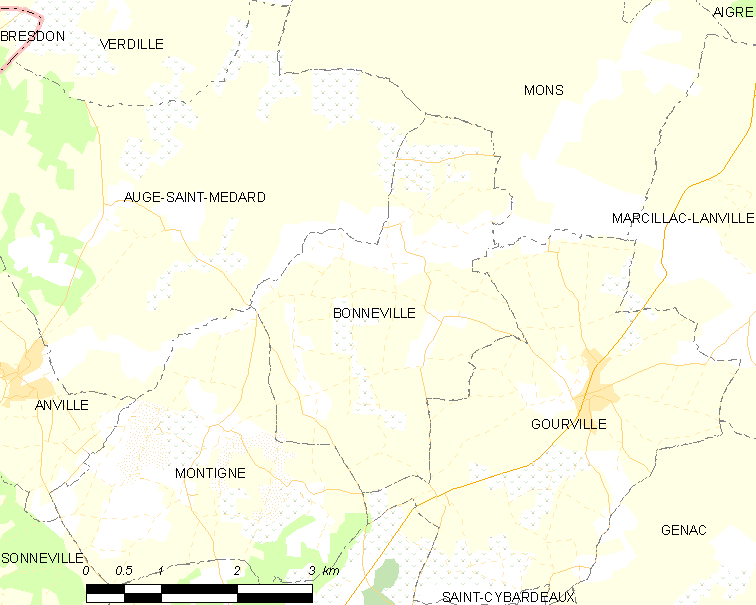
的OSM定位图

博讷维尔的时区为UTC+01:00、UTC+02:00（夏令时）。

## 行政
博讷维尔的邮政编码为16170，INSEE市镇编码为16051。

## 政治
博讷维尔所属的省级选区为努埃尔河谷县。

## 人口

1962-2008年间人口变化图示

博讷维尔于2018年1月1日时的人口数量为136人。